# Električni avtomobil
Električni avtomobil je tip avtomobila na alternativna goriva, ki za pogon uporablja elektromotor namesto motorja z notranjim zgorevanjem. Električna energija je običajno pridobljena iz baterijskih sklopov v vozilu, ki jih je mogoče večkrat napolniti. 

## Zgodovina
Prvi električni avti so se pojavili 1880-ih. Uporabljali so jih preden so pojavili motorji z notranjim zgorevanjem. Energetska kriza leta 1973 je kratkotrajno povzročila zanimanje za električne avtomobile. Šele po letu 2000 z uporabo Li-ion baterije in visokih cen goriva so postali električni avtomobili resna alternativa klasičnim avtom. Veliko svetovnih vlad in ekološke agencije ponuja subvencije in davčne olajšave za električne avtomobile z namenom razširitve trga. Trenutno so električni avti dražji, vendar bo z masovno proizvodnjo cena padla. Trg je tudi omejen zaradi sorazmerno majhne proizvodnje proizvajalcev baterij. Večino sedanje proizvodnje se uporabi za elektronske komponente. 

## 21. stoletje
Čeprav so se električni avtomobili v zgodovini avtomobilske industrije pojavili že nekajkrat jim nikoli ni uspel tak preboj na trg kot v 21. stoletju. Ameriško podjetje Tesla je leta 2008 predstavil svoj prvi električni avtomobil, ki je bil obenem prvi pravi športni avtomobil, ki ga pogon namesto bencina uporablja elektriko. Veliko zanimanje javnosti za ta avtomobil je spodbudilo tudi druge proizvajalce, da v svojo ponudbo vključijo tudi električna vozila. Tako je Peugeot predstavil model iOn, Citroën C-Zero, Mitsubishi je na trg stopil z modelom i-MiEV,… Tudi pri Tesli niso počivali, saj so takoj po uspehu Roadsterja pričeli snovati električno limuzino Model S. 
V Ameriki sta med najbolj priljubljenimi električnimi avtomobili Chevrolet Volt in Nissan Leaf, Opel pa je pripravil evropsko različico Volta pod modelno oznako Ampera (prvi električni avtomobil s podaljšanim dosegom). Volvo se je odločil, da na trg električnih avtomobilov vstopi z modelom C30 Electric, Ford pa pripravlja Focus Electric-a. Električni avto odlikujejo predvsem lastnosti kot so: nizki stroški polnjenja, ne izpuščajo škodljivih plinov in s tem prispevajo k čistejšemu okolju, konstanten navor (ves navor elektromotorja je na voljo takoj) in tihost, saj ne oddajajo skorajda nikakršnega zvoka. 

## Baterije
Trenutno je trg omejen, ker je proizvodnja baterij sorazmerno majhna za hitro razširitev in je kapaciteta le-teh baterij majhna. Zato je doseg električnih vozil manjši kot pri klasičnih vozilih. Z večanjem števila električnih avtomobilov bo treba tudi povečati proizvodno kapaciteto elektrarn. Jedrska elektrarna kapacitete 1.200 MW, predvidevana kapaciteta drugega bloka jedrske elektrarne Krško (JEK), bi s polovico svoje moči lahko napajala 700.000 električnih vozil s 100 prevoženimi kilometri na dan. 
Če električno vozilo napajamo s sončno elektrarno, ki je sicer med dražjimi (20 centov € na kWh), so končni stroški vseeno nižji, kot npr. dizel ali bencin. Najboljši motorji na notranje zgorevanje (dizel) s približno 40-odstotnim izkoristkom  pridobijo 4 kWh uporabne energije iz litra goriva, katerega tržna cena je 1,37€ (2013). Če preračunamo bi tako liter sončne energije stal 80 centov.
Je pa treba tudi poudariti, da so električne baterije sorazmerno drage, težke, potrebujejo veliko energije in drugih sredstev za izdelavo. Imajo omejeno življenjsko dobo, okrog 1000 ciklov in kapaciteta se s časom zmanjšuje. Prav tako je čas polnjenja dolg, čeprav obstajajo hitri polnilniki (30 minut). Druga možnost je zamenjava baterij, vendar so pri večini avtomobilov vgrajene v podvozje zaradi boljših voznih lastnosti.

## Prednosti
Električni motor za avtomobil je ceneje izdelati kot bencinski motor. Ne potrebuje olja za mazanje, stroški vzdrževanja so tudi manjši. Prav tako ima boljše karakteristike navora, kar se pokaže pri pospeševanju. Med ustavljanjem se motor preprosteje ustavi in ne izpušča nobenih emisij, kar je zelo ugodno za mestno vožnjo, s čimer bi tudi izboljšali kvaliteto zraka. 

## Avtomobili na gorivne celice
Avtomobili na gorivne celice so v bistvu tudi električni avtomobili, razlike je le izvor električnega toka in sicer vodik, namesto kemičnih baterij. Baterije ponujajo večji izkoristek, okrog 90% v primerjavi z 60% pri gorivnih celicah. Obe tehnologiji ne izpuščata nobenih škodljivih emisij. Poleg tega je gorivna celica dražja, vsebuje namreč drage elemente kot so platina in potrebuje za delovanje vodik, ki ga je zelo težavno shraniti. Zato obstaja velika verjetnost, da vozila na gorivne celice ne bodo dosegli masovne proizvodnje, čeprav so prvi serijski modeli že napovedani za leto 2015.

## Svetovni trg
Trenutno je na trgu okrog 25 modelov avtomobilov, ki se jih da praktično uporabljati. Največ se jih proda na Japonskem 28%, sledi ZDA z 26%. Kitajska 16%, Francija 11% in Norveška 7%. Najbolj se prodaja model Nissan Leaf z 92.000 prodanimi.
| Najbolj prodajani električni avtomobili od začetka 2008 do decembra 2013(1) | Najbolj prodajani električni avtomobili od začetka 2008 do decembra 2013(1) | Najbolj prodajani električni avtomobili od začetka 2008 do decembra 2013(1) | Najbolj prodajani električni avtomobili od začetka 2008 do decembra 2013(1) |
| Model                                                                       | Začetek                                                                     | Prodaja v svetu                                                             | Prodaja do                                                                  |
| --------------------------------------------------------------------------- | --------------------------------------------------------------------------- | --------------------------------------------------------------------------- | --------------------------------------------------------------------------- |
| Nissan Leaf                                                                 | dec 2010                                                                    | > 92.000                                                                    | dec 2013                                                                    |
| Mitsubishi i-MiEV family                                                    | jul 2009                                                                    | > 27.000                                                                    | nov 2013                                                                    |
| Tesla Model S                                                               | jun 2012                                                                    | > 25.000                                                                    | dec 2013                                                                    |
| Renault Kangoo Z.E.                                                         | Oct 2011                                                                    | 12.066                                                                      | nov 2013                                                                    |
| Chery QQ3 EV                                                                | mar 2010                                                                    | 9.512                                                                       | Okt 2013                                                                    |
| Renault Zoe                                                                 | dec 2012                                                                    | 8.156                                                                       | nov 2013                                                                    |
| Mitsubishi Minicab MiEV(2)                                                  | dec 2011                                                                    | 5.181                                                                       | nov 2013                                                                    |
| JAC J3 EV                                                                   | 2010                                                                        | 4.918                                                                       | jun 2013                                                                    |
| Smart electric drive(3)                                                     | 2009                                                                        | > 4.300                                                                     | sept 2013                                                                   |
| Renault Fluence Z.E.                                                        | 2011                                                                        | 3.752                                                                       | nov 2013                                                                    |
| BYD e6                                                                      | Maj 2010                                                                    | 3.220                                                                       | Okt 2013                                                                    |
| Bolloré Bluecar                                                             | dec 2011                                                                    | 2.557                                                                       | nov 2013                                                                    |
| Tesla Roadster                                                              | mar 2008                                                                    | ~ 2,500                                                                     | dec 2012                                                                    |
| Ford Focus Electric(4)                                                      | dec 2011                                                                    | 2.431                                                                       | dec 2013                                                                    |
| Opombe:                                                                     |                                                                             |                                                                             |                                                                             |